# ميثاق عدم الاعتداء الألماني البولندي

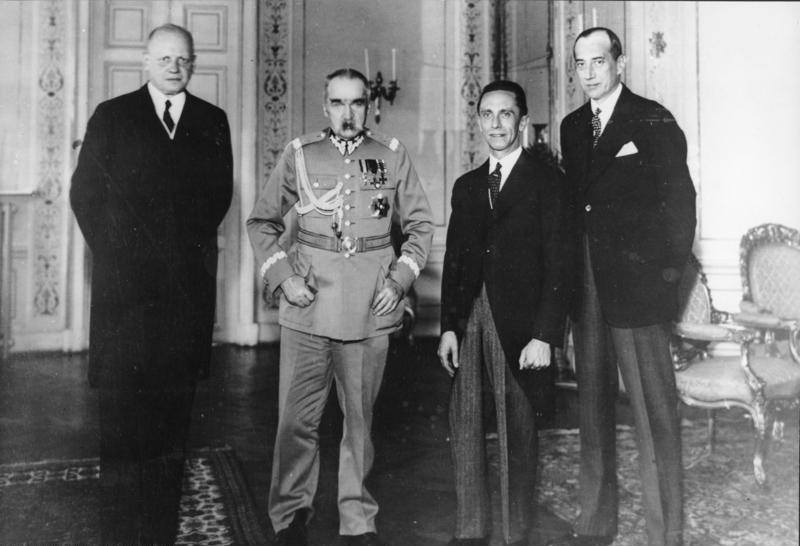
السفير الألمانيّ هانز أدولف فون مولتكه والزعيم البولنديّ يوزف بيوسودسكي ووزير الدعاية الألمانيّ يوزف غوبلز ووزير الخارجية البولنديّ يوزف بك خلال اجتماع عُقد في وارسو بتاريخ 15 يونيو عام 1934 بعد خمسة أشهر من التوقيع على ميثاق عدم الاعتداء الألماني البولندي

كان ميثاق عدم الاعتداء الألماني البولندي (بالألمانية: Deutsch-polnischer Nichtangriffspakt، بالبولندية: Polsko-niemiecki pakt o nieagresji) معاهدة دولية بين ألمانيا النازية والجمهورية البولندية الثانية وُقعت في 26 يناير 1934. تعهد البلدان بحل مشاكلهم عن طريق المفاوضات الثنائية والتخلي عن النزاع المسلح لمدة 10 سنوات. أدى الاتفاق إلى تطبيع العلاقات بصورة فعالة بين بولندا وألمانيا، والتي كانت متوترة بسبب النزاعات الحدودية الناشئة عن التسوية الإقليمية في معاهدة فرساي. اعترفت ألمانيا فعليًا بحدود بولندا وتحركت لإنهاء حرب جمركية مدمرة اقتصاديًا بين البلدين وقعت خلال العقد الماضي.
قبل عام 1933، كانت بولندا قلقة من حدوث نوع من التحالف بين ألمانيا والاتحاد السوفيتي على حساب بولندا. لذلك، عقدت بولندا تحالفًا عسكريًا مع فرنسا. لأن النازيين والشيوعيين كانوا أعداء مريرين بالنسبة لبعضهم البعض، بدا وجود تحالف معادٍ سوفيتي-ألماني بعد وصول هتلر إلى السلطة في عام 1933 بعيد الاحتمال.

## دوافع
كانت إحدى أكثر أبرز السياسات الخارجية ليوزف بيوسوتسكي هي اقتراحه المشاع لفرنسا بإعلان الحرب على ألمانيا بعد وصول أدولف هتلر إلى السلطة، في يناير 1933. يتوقع بعض المؤرخين أن بيوسوتسكي ربما قد يكون أراد أن يعرف رأي فرنسا بشأن إمكانية عمل العسكري مشترك ضد ألمانيا، والتي كانت قد أعادت تسليحها علانية في انتهاك لمعاهدة فرساي. ربما كان رفض فرنسا أحد أسباب توقيع بولندا على ميثاق عدم الاعتداء الألماني البولندي. ولكن، جادل المؤرخون في الحجة القائلة بأن الاتفاقية قد فُرضت على بيوسوتسكي بسبب رفض فرنسا شن «حرب وقائية»، وأشاروا إلى أنه لا يوجد أي دليل في الأرشيف الدبلوماسي الفرنسي أو البولندي على أن مثل هذا الاقتراح قد طُرح على الإطلاق. وقد ذكروا أنه عندما أُبلغ في أواخر أكتوبر 1933، عن شائعات حول اقتراح بولندي «لحرب وقائية» في باريس، كان مصدر تلك الشائعات السفارة البولندية، التي أبلغت الصحفيين الفرنسيين أن بولندا اقترحت «حرب وقائية» لفرنسا وبلجيكا، لكن بولندا وألمانيا كانتا بالفعل تتفاوضان سراً على الاتفاقية. وقد قيل إن بيوسوتسكي جعل السفارة البولندية تبدأ الشائعات حول «حرب وقائية» للضغط على الألمان، الذين كانوا يطالبون بولندا بإلغاء تحالفها الفرنسي-البولندي عام 1921. منع الاتفاق هذا التحالف على وجه التحديد.
قيل إن هدف بيوسوتسكي بالسعي إلى الاتفاق مع ألمانيا كان قلقه بشأن خط ماجينو الفرنسي. حتى عام 1929، دعت الخطط الفرنسية إلى هجوم فرنسي على سهل الشمال الألماني، بالتزامن مع هجمات من بولندا وتشيكوسلوفاكيا. أشار بناء خط ماجينو، الذي بدأ بنائه في عام 1929، إلى تفضيل الجيش الفرنسي لموقف دفاعي صارم، والذي سيترك حلفائه الشرقيين بمفردهم. (هذا بالضبط ما حدث في عام 1939 خلال الحرب الزائفة). من وجهة نظر بيوسوتسكي، في ضوء الخطط العسكرية الفرنسية، سيكون اتفاق عدم الاعتداء مع ألمانيا هو الخيار الأفضل لبولندا.
استخدم بيوسوتسكي صعود هتلر إلى السلطة والعزلة الدولية للنظام الألماني الجديد كفرصة للحد من خطر أن تصبح بولندا الضحية الأولى لعدوان ألماني أو لقوة عظمى خاصة ميثاق القوى الأربع. بدا أن حكام ألمانيا الجدد يبتعدون عن التوجه البروسي التقليدي المعادي لبولندا. اعتبر بيوسوتسكي المستشار الجديد أقل خطورة من أسلافه السابقين، مثل جوستاف شتريسمان، وبما أنه رأى الاتحاد السوفيتي كتهديد أكبر، فقد عارض الجهود الفرنسية والتشيكوسلوفاكية لضم الاتحاد السوفيتي في جبهة مشتركة ضد ألمانيا.
أصر البولنديون على القول إنهم لم يُلغوا أي اتفاقيات دولية سابقة، ولا سيما مع فرنسا. ولكن، من خلال تخفيف خلافات بولندا مع ألمانيا على المستوى الثنائي، أضعفت المعاهدة موقف فرنسا الدبلوماسي ضد ألمانيا.

## وصلات خارجية
- نص المعاهدة باللغة البولندية
- نص المعاهدة باللغة الإنجليزية
- مقالة حول السياسة الخارجيَّة البولنديَّة باللغة التشيكية